# Ferdinand Piloty (pintor)
Ferdinand Piloty (Munic (Alemanya), 9 d'octubre, 1828 - Idem, 21 de desembre, 1895) va ser un pintor, artista al fresc i il·lustrador alemany.
Era fill del litògraf Ferdinand; estudià en l'Acadèmia de Belles Arts de Múnic on fou deixeble de Schoyn i va treballar més tard influït especialment pel seu germà el també pintor Carl Theodor, la tendència del qual va seguir en el colorit. Al Museu Nacional de Múnich ia la Sala dels Consells de Landsberg am Lech, hi ha un gran nombre dels seus frescos.
Per al Maximilianeum, de Múnic, pintà el quadre a l'oli La reina Isabel d'Anglaterra davant el temor de l'Armada Invencible, També mereixen citar-se: Tomás Moro en la presó, Rafael malalt en el llit, La predicació dels caputxins a Roma i El judici de salomó.

## Petita galeria

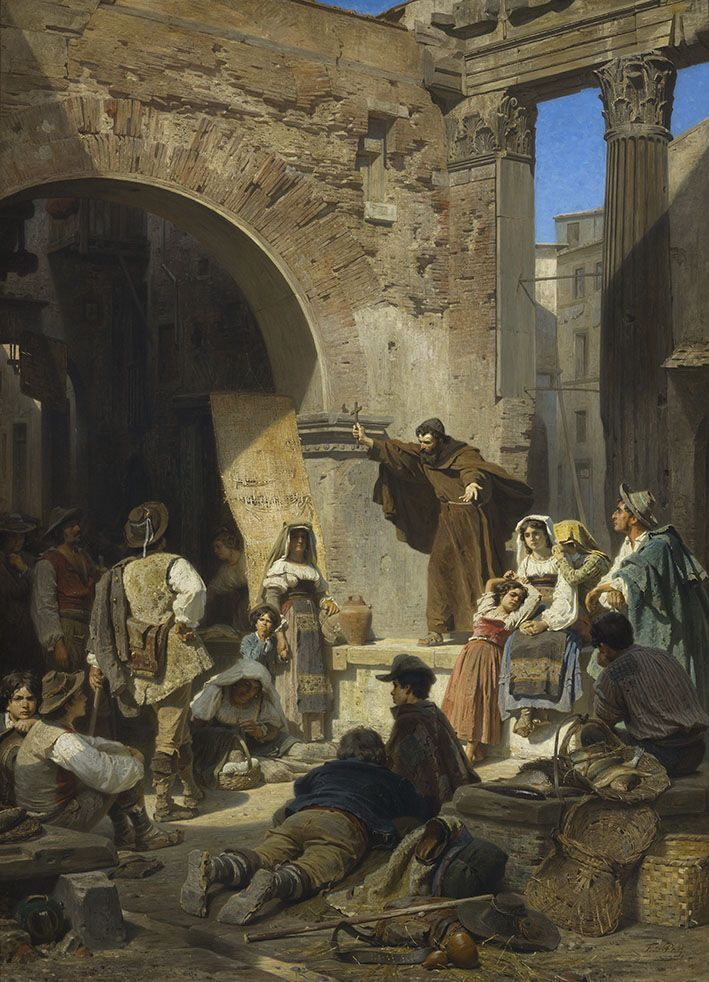
La predicació dels caputxins a Roma
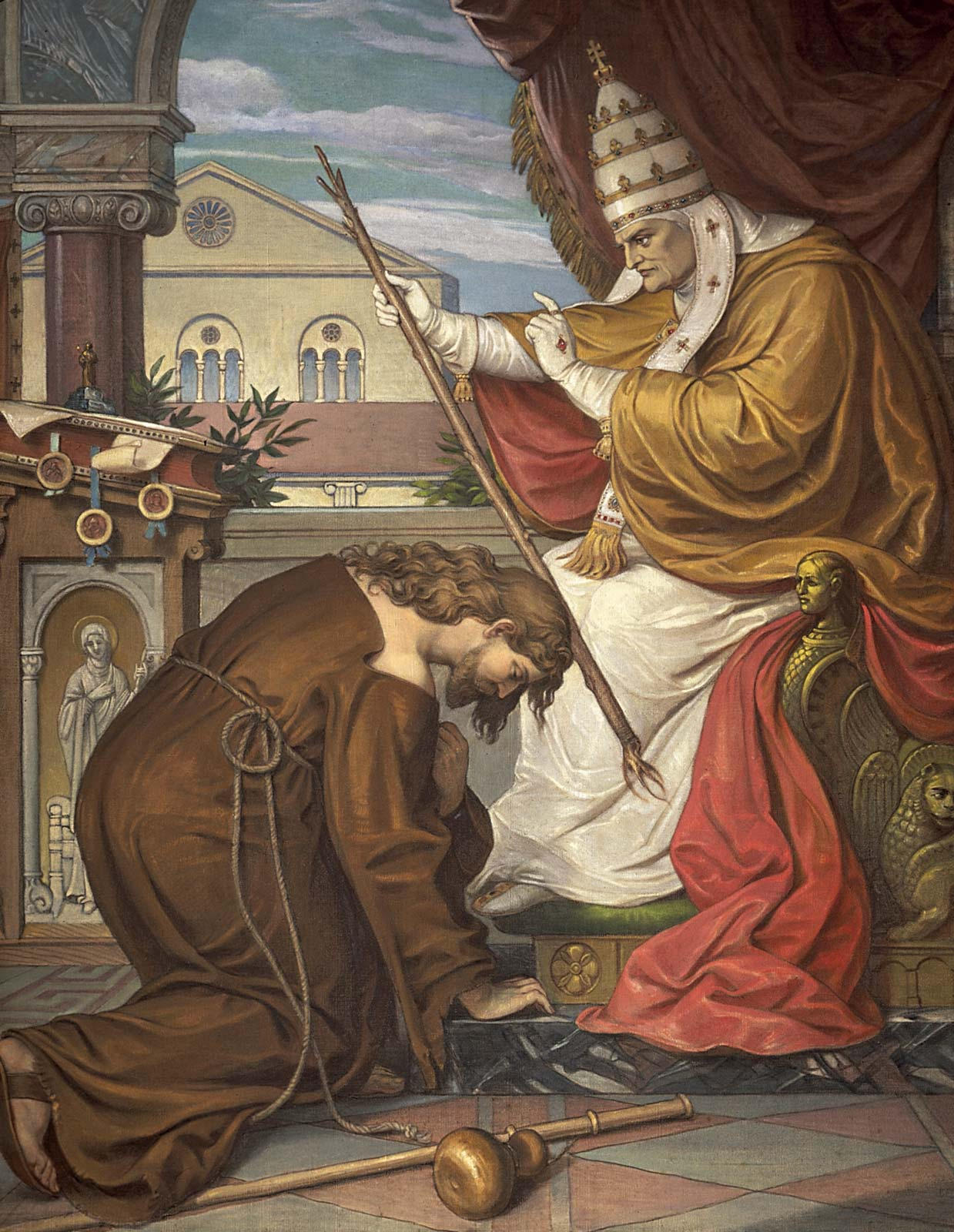
Tanhauser
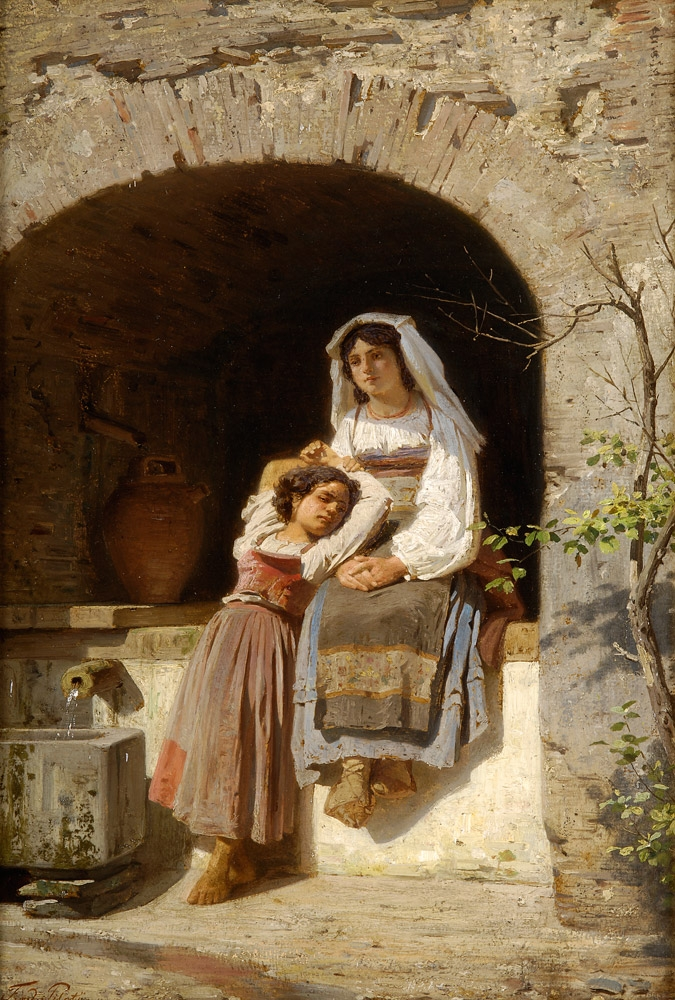
Nens a la Campanya
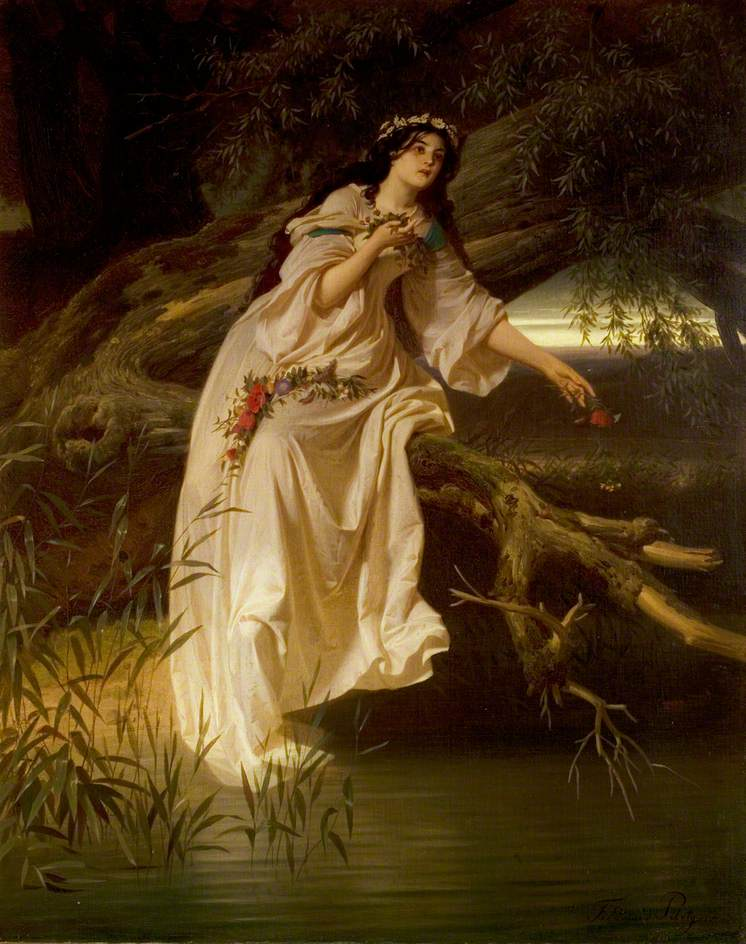
'Hamlet', Act IV, Scene 5, Ophelia